# Hotelfachschule Heidelberg
Die Hotelfachschule Heidelberg (Fritz-Gabler-Schule) ist eine staatliche Schule. Schulträger ist die Stadt Heidelberg. Sie besteht seit 1925 und ist eine reine Weiterbildungsschule. Namensgeber der Schule ist der Heidelberger Hotelier Fritz Gabler.
Die als Deutschlands erste Hotelfachschule bekannte Fritz-Gabler-Schule wurde zum Schuljahr 2024/2025 mit der Marie-Baum-Schule zusammengelegt.

## Geschichte

### Gründung
Der Hotelier Fritz Gabler (1876–1953) war die treibende Kraft bei der Gründung der Hotelfachschule Heidelberg, die mittlerweile seinen Namen trägt.
Bereits früh engagierte Gabler sich in verbands- und berufsständischen Gremien. Die Verbesserung der Berufsausbildung war ihm ein zentrales Anliegen. Zusammen mit anderen Heidelberger Hoteliers, darunter maßgeblich Friedrich Ortenbach, betrieb er die Gründung einer Hotelfachschule für die kaufmännische und fachliche Weiterbildung des Berufsnachwuchses. Die intensiven Bemühungen überzeugten schließlich die Badische Staatsregierung, die im April 1925 die Höhere Hotelfachschule Heidelberg eröffnete.
Zeitlebens blieb Fritz Gabler der Schule als Förderer und Ratgeber engstens verbunden. Der Reichsminister für Volksaufklärung und Propaganda Joseph Goebbels berief Gabler im Oktober 1933 in den Verwaltungsrat des Werberats der deutschen Wirtschaft. Von seiner Funktion als Präsident der „Alliance Internationale de l'Hotellerie“ seit 1937 profitierte auch die Hotelfachschule in ihrem internationalen Bekanntheitsgrad. Auch die Gründung des Fördervereins der Schule in den Kriegsjahren, des heutigen Fritz-Gabler-Schulvereins, geht auf seine Initiative zurück.

### Entwicklung
Die Höhere Hotelfachschule Heidelberg wurde am 30. April 1925 als öffentliche Schule des Landes Baden feierlich eröffnet. 57 Schüler bildeten den ersten Jahrgang. Organisatorisch war sie als Abteilung der örtlichen Höheren Handelsschule angegliedert. In seiner Ansprache anlässlich der Eröffnung gab Fritz Gabler das Ziel vor, den aufstrebenden Berufsnachwuchs fachlich und sprachlich, vor allem aber im kaufmännischen Denken zu schulen. Von Beginn an gab es in Ergänzung zum planmäßigen Unterricht Fachvorträge von Weinbauexperten, Küchenfachleuten, Architekten u. a. Kennzeichnend war der enge Kontakt zu den örtlichen Hotels und Gastronomen und zum rasch wachsenden Kreis der Absolventen. Bereits der erste Jahrgang bildete eine Ehemaligenvereinigung nach dem Vorbild einer studentischen Verbindung. Die „Vereinigung der Hotelfachschüler zu Heidelberg e. V.“ (VHH), deren Satzungszweck u. a. die Förderung der Standes- und Berufsbildung ist, hat weltweit ca. 1.400 Mitglieder.
Die Konzeption der Schule erwies sich als erfolgreich, der Bekanntheitsgrad und die Schülerzahlen stiegen. 1937 konnte die Hotelfachschule ein eigenes Gebäude an der Mönchhofstraße beziehen und wurde in der Folge davon ab März 1938 eine eigenständige Schule, die „Reichsfachschule für das Hotel- und Gaststättengewerbe“. Erster Schulleiter war Hellmut Büchler, der bereits seit 1925 als Lehrer an der Schule unterrichtete.
Im April 1944 brannte die Schule durch eine der wenigen Bomben, die auf Heidelberg fielen, vollständig aus. Der Unterricht ging an verschiedenen Ausweichorten weiter, nur der Jahrgang 1945/46 entfiel aufgrund der Nachkriegswirren. Wegen der Raumnot musste die Schule von 1946 bis 1950 in die benachbarte Stadt Weinheim an der Bergstraße ausweichen. Aber auch dort waren die Bedingungen alles andere als optimal. Unterrichtet wurde in einer „Schulbaracke“. Ab 1950 kehrte die Hotelfachschule nach Heidelberg zurück, zunächst in Behelfsräume, die sie sich mit dem Hölderlin-Gymnasium teilte. Wegen der wirtschaftlich schwierigen Situation der Schüler wurde der Unterricht in dieser Zeit auf zwei Winterhalbjahre verteilt. Dadurch konnten die Schüler in der lukrativen Sommersaison durchgehend arbeiten.
Die Raumsituation entspannte sich erst mit dem Bezug des Neubaus im Herbst 1959 an der Rohrbacher Straße, wo die Hotelfachschule für die nächsten 30 Jahre ihr Domizil hatte. Ab 1963 wurde dem Hauptlehrgang (erstes Ausbildungsjahr) ein Sonderlehrgang angeschlossen und damit die Ausbildung, zunächst nur für wenige Schüler, auf zwei Jahre ausgedehnt. Anfang der 1970er-Jahre wurde mit der Einführung des Abschlusses „Staatlich geprüfter Betriebswirt – Fachrichtung Hotel- und Gaststättengewerbe“ die Weiterbildung für kaufmännische Fachschulen generell auf zwei Jahre ausgedehnt.
1978 kam ein zweiter Bildungsgang hinzu, die Fachschule für Gastronomie. Als Meisterschule in enger Zusammenarbeit mit der Industrie- und Handelskammer konzipiert, bietet sie seither eine optimale Verbindung der Meisterprüfung im Gastgewerbe (als Küchen-, Restaurant- oder Hotelmeister) mit dem staatlichen Abschluss als Gastronom.
In den 1980er-Jahren expandierte die Schule unter der Schulleitung von Marianne Müller und das Schulgebäude an der Rohrbacher Straße wurde zu klein. 1989 konnte das Gebäude des ehemaligen Boxberg-Gymnasiums in der Waldparksiedlung Boxberg bezogen werden. Als vorläufig letzter Bildungsgang folgte 1992 die Fachschule für Sommeliers, die als einzige öffentliche Fachschule eine Weiterbildung in Vollzeitform für angehende Weinexperten anbietet.
Seit 2016 haben die Studierenden der Hotelfachschule neben dem klassischen Abschluss als Hotelbetriebswirt zusätzlich die Möglichkeit, den B.A. International Management im Fernstudium an der Victoria – Internationale Hochschule in Berlin zu erlangen.
Mit Inkrafttreten des neuen Berufsbildungsgesetzes (BBIG) Anfang 2020 und der Anpassung der Fortbildungsverordnung erhalten die Absolventinnen und Absolventen der Fachschule für Hotelbetriebswirtschaft und Hotelmanagement seit Juli 2021 zusätzlich die Abschlussbezeichnung Bachelor Professional in Wirtschaft.
Die als Deutschlands erste Hotelfachschule bekannte Fritz-Gabler-Schule wurde zum Schuljahr 2024/2025 mit der Marie-Baum-Schule zusammengelegt.
Am 30. April 2025 feierte die Hotelfachschule Heidelberg ihren 100. Geburtstag.

## Bildungsgänge
- Fachschule für Hotelbetriebswirtschaft und Hotelmanagement
- Fachschule für Gastronomie
- Fachschule für Sommeliers[15]

## Abschlüsse
- Staatlich geprüfter Betriebswirt / Staatlich geprüfte Betriebswirtin sowie Bachelor Professional in Wirtschaft
- Staatlich geprüfter Gastronom / Staatlich geprüfte Gastronomin
- Staatlich geprüfter Sommelier / Staatlich geprüfte Sommelière
- Meister im Gastgewerbe (Industrie- und Handelskammer)
- Fachhochschulreife
- Bachelor of Arts International Management (Victoria – Internationale Hochschule)[16]

## Absolventen (Auswahl)
– alphabetisch –
- Bernd Bachofer (* 1967)
- Walter Bauhofer (* 1963)
- Eugen Block
- Tristan Brandt
- David Depenau (* 1970)
- Lothar Eiermann (* 1945, † 2024)
- Sven Elverfeld
- Heiner Finkbeiner
- Ursula Heinzelmann, Sommelière
- Helmut Hoermann
- Dieter L. Kaufmann (* 1937)
- Dirk Maus
- Robert Rädel
- Boris Rommel
- Martin Scharff
- Wolf Schönmehl
- Kurt Spitzmüller
- Douce Steiner
- Innegrit Volkhardt